# Liste der Tyrannen von Sizilien
Diese Liste enthält die Tyrannen, die in der Antike auf Sizilien geherrscht haben. Die Jahreszahlen geben die Regierungszeit an.

## Akragas
- Phalaris (ca. 570–555 v. Chr.)
- Emmeniden, Herrscherfamilie
  - Theron (ca. 488–473/472 v. Chr.)
  - Thrasydaios (473/472–472 v. Chr.), Sohn des Theron, von Hieron I. besiegt
- Phintias (289–279 v. Chr.)

## Gela
- Kleandros (ca. 505–500 v. Chr.)
- Hippokrates (ca. 500–491 v. Chr.)
- Deinomeniden, Herrscherfamilie
  - Gelon von Syrakus (491–485 v. Chr.)
  - Hieron I. (485–478 v. Chr.), Bruder des Gelon
  - Polyzalos (478–??? v. Chr.), Bruder des Gelon und Hieron

## Himera
- Terillos (???–483 v. Chr.), von Theron vertrieben

## Leontinoi
- Panaitios (ca. 600–??? v. Chr.), erster Tyrann Siziliens
- Hiketas († 338 v. Chr.)

## Syrakus

### Ältere Tyrannis
- Deinomeniden, Herrscherfamilie
  - Gelon (485–478 v. Chr.)
  - Hieron I. (478–466 v. Chr.), Bruder des Gelon
  - Thrasybulos (466 v. Chr.), Bruder des Gelon und Hieron, vom Volk vertrieben

### Jüngere Tyrannis
- Dionysios I. (405–367 v. Chr.)
- Dionysios II. (367.–357 v. Chr. und ca. 347–344 v. Chr.), Sohn des Dionysios I.
- Dion (357–354 v. Chr.), Schwager von Dionysios I.
- Hipparinos (353–351 v. Chr.), Sohn des Dionysios I.
- Nysaios (351–347 v. Chr.), Sohn des Dionysios I.

### Spätere Monarchen
- Agathokles (317–289 v. Chr.)
- Hiketas (289–280 v. Chr.)
- Hieron II. (270–215 v. Chr.)